# Ruta del ganado
Ruta del ganado o Camino de las tropas (en portugués: Estrada das Tropas o Caminho das Tropas) es el nombre que recibió hasta fines del siglo XIX una ruta que permitió el acceso a las vaquerías, desde el Brasil hasta el Río Grande del Sur, las Misiones Orientales y la Banda Oriental.

## Historia
En el transcurso del siglo XVIII la economía colonial brasileña se expandió junto a su territorio. La necesidad de abastecer a los florecientes centros urbanos — especialmente en Minas Gerais y São Paulo — implicó que se formaran grandes tropas de mulas para transportar las provisiones y mercancías, los arrieros o conductores de tales tropas fueron llamados por los brasileños y los portugueses "tropeiros".

Em Sorocaba, en el interior de São Paulo se realizaban grandes ferias durante todo el año, siendo allí comerciados animales y géneros consumidos por los garimpeiros (buscadores de oro) y exploradores. Los comerciantes hacían traer por arrieros gauchos los vacunos, caballos desde las Vaquerías del Mar.

## Las principales «huellas» o rutas
Los tropeiros (en el sur: gauchos) utilizaron antiguos caminos indígenas así como las huellas (trilhas) dejadas por las mulas y los bueyes (bueyadas o boiadas).
Estas huellas desde y hacia el Sur eran llamadas genéricamente por los portugueses y brasileños Caminho das Tropas, en español se ha usado Ruta del ganado ya que consistían en rutas desde donde se contrabandeaba ganado vacuno y equino desde territorios entonces correspondientes al hispano Virreinato del Río de la Plata hasta zonas que eran entonces el sur del Brasil portugués, luego de la independencia en la primera década del siglo XIX de los antiguos territorios virreinales y de la separación del Brasil respecto de Portugal estos caminos vincularon a territorios orientales argentinos con el Brasil.
Téngase en cuenta que los gauchos en general desconocían que practicaban el contrabando, para ellos se trataba del prolongado transporte de ganados o tropillas solventado por comerciantes. La Ruta del ganado entonces partía desde las Vaquerías del Mar (zonas de la Banda Oriental, El Tapé o Misiones Orientales y La Campaña del Río Grande de San Pedro siguiendo tres vías o líneas principales: 
- La Ruta del Viamonte o Caminho do Viamão.
- La Ruta de las Misiones o Caminho das Missões.
- La Ruta de la Vaquería o Caminho da Vacaria.

### Ruta del Viamonte
Esta ruta también fue designada como Camino Real o Estrada Real, la cual desde 1731 resultó la más utilizada partiendo del Viamão (próximo a Porto Alegre), atravesaba los campos de Vaquería, Lages, Curitibanos, Papanduva, Rio Negro, Campo del Teniente, Lapa, Palmera, Punta Grande, Castro, Piray del Sur, Yaguariaivá, Itararé, alcanzando la ciudad paulista de Sorocaba en donde existía una gran feria.

### Ruta de las Misiones
Esta ruta partía de los campos de San Francisco de Borja, seguía por Santo Ángel Guardián de las Misiones, Palmera de las Misiones, Rodeo, Chapecó, Chancheré, Palmas, donde se bifurcava por Unión de la Victoria y Palmera, y —ya en la Guayrá— por Guarapuava, Imbituva y Punta Grande.

### Ruta de la Vaquería
Esta ruta que interconectaba Cruz Alta y Vaquería con la ya citada Ruta del Viamonte, pasaba por Paso Hondo y Laguna Bermeja.

## El impulso poblador
El requisito de etapas, a veces prolongadas para esperar que las lluvias escampasen o el nivel del agua de los ríos bajase exigía acampadas y alimentación a los gauchos troperos, así como pasturas para los ganados; esto favoreció que muchas familias se fijasen en tales etapas cultivando las tierras o se dedicasen al comercio para atender a los viajeros tal como ocurrió en los Campos de Curytiba (Curitiba),surgiendo del mismo modo muchas poblaciones (algunas de ellas hoy importantes ciudades).
El «ciclo de las acémilas» concluyó en 1870 y con esto la vigencia de las Ruta del ganado, que fue en gran medida suplantada por ferrocarriles y el transporte por mar en barcos frigoríficos (estos últimos inventados por Charles Tellier).
- Datos: Q9071453